# ابن سلوان المازني
أبو عبد الله محمد بن علي بن يحيى بن سلوان المازني الدمشقي المعروف أيضًا باسم ابن القماح. أحد رواة الحديث النبوي.
ولد في سنة 362 هـ. عنده نسخة أبي مسهر وما معها (وهو كتاب في اسناد الحديث). سمعها من الفضل بن جعفر التميمي. حدث عنه: الخطيب، والكتاني، والفقيه نصر المقدسي، والحسن ابن أحمد بن أبي الحديد، وسهل بن بشر الإسفراييني، ونجا بن أحمد، وأبو طاهر الحنائي، وأبو القاسم النسيب، وأبو الحسن علي، وأبو الفضل محمد ابنا الموازيني، وعبد المنعم بن الغمر، وآخرون.

## وفاته
ومات في شهر ذي الحجة سنة 447 هـ.